# Wanaparthi
Wanaparthi é uma cidade e uma nagar panchayat no distrito de Mahbubnagar, no estado indiano de Andhra Pradesh.

## Demografia
Segundo o censo de 2001, Wanaparthi tinha uma população de 50 262 habitantes. Os indivíduos do sexo masculino constituem 51% da população e os do sexo feminino 49%. Wanaparthi tem uma taxa de literacia de 63%, superior à média nacional de 59,5%: a literacia no sexo masculino é de 71% e no sexo feminino é de 54%. Em Wanaparthi, 13% da população está abaixo dos 6 anos de idade.